# Nepeta ballotifolia
Nepeta ballotifolia là một loài thực vật có hoa trong họ Hoa môi. Loài này được Hochst. ex A.Rich. mô tả khoa học đầu tiên năm 1850.